# Myte (Johannes V. Jensen)
Myte er en påstået litterær genre for kortere prosa der knytter sig til Johannes V. Jensen. Fra og med Myter og Jagter udgivet i 1907 udgav han en række bøger med samling af kortere prosa under fællesbetegnelsen "myter".
Begrebet myte anvendte Johannes V. Jensen første gang i Knokkelmanden,
— en tekst sammensat af to artikler fra Dagbladet København fra henholdsvis den 19 og 20. februar 1901.
Johannes V. Jensen forsøgte selv flere gange at indkredse formen.
I Myten som Kunstform fra 1916 skriver han, at myten opstod
| „ | dels af Hensyn til Pladsen, Dagblad eller Tidsskrift, hvor de først blev offentliggjort — den engelsk-amerikanske short story, der imidlertid er en anden Literaturart, har dannet sig af lignende praktiske Aarsager — dels bestemt af Indholdet, der egnede sig for den sammentrængte Behandling. | “ |

I Efterskrift til Myter og Beskrivelser 1907–1944 hed det:
| „ | En sublimeret Anvendelse af hvad man har kunnet lære af amerikansk Journalistik, Raskhed og Stoflighed, har Part i Tilblivelsen af den Form jeg har kaldt Myte. Hvis man derfor karakteriserer den som en Krydsning mellem Journalistik og Poesi, hvortil man for mit vedkommende kan føje Biologi, er man nær ved hvad jeg har ment. | “ |

Endelig i 1947 skrev han:
| „ | Den literære Form kan karakteriseres som en Krydsning af Journalistik og Fabulering. Temaer med et Perspektiv i, op og ned i Tiden, og fra alle Verdens Kanter, Situationer, og monologer, ofte naturhistorisk farvede, smaa Romaner, Essensen deraf, og af Forfatteren tænkt som en Erstatning for Romanen, der er en antikveret Form for Literatur, ikke svarende til vor Tids Tempo. Literaturarten er opstaaet af sig selv, ved Koncentration indenfor den Plads et Dagblad giver for en Feuilleton, og Bestræbelsen efter i den korte Form at indlægge en Kerne som har Varighed ud over Nuet. Det staar til andre at dømme men jeg har den Tro at denne Side af min Produktion har noget af det vægtigste af hvad jeg har frembragt, hævet saa vel over nationale Grænser som skiftende Moder indenfor Literaturen. | “ |

I mange tilfælde er myterne ganske korte. 
Blandt de korteste er for eksempel Fusijama, I Sverig og Det gamle Ur der hver er ikke meget mere end en side lang, Landskab endda en halv side, mens for eksempel Fru  Dominick spænder over 15 eller 25 sider (afhængig af opsætningen). 
Iben Holk hævder at myten er "et kort prosastykke uden egentlig handling eller episode".
Der findes dog værker af Johannes V. Jensen som er udgivet under betegnelsen myte og som har en vægt mod en handling. Vandmøllen fra 1923 er en fortælling om en møller og hans datter. Den har karakter af en Himmerlandshistorie og blev da også optaget i senere udgaver af denne samling.
Myten Den hvide Mands Gerninger fortæller en bizar historie hvor det fortællende jeg og hans søn indgår i skjult kamera.
Martin Krogh Andersen mener at myternes stof er hentet i samtiden.
Det gælder for mange af teksterne, men der findes undtagelser. 
Ved Livets Bred som man finder i samlingen Ved Livets Bred og andre myter er centreret om erindringen; Johannes V. Jensens egen og farens barndomserindringer.
Myten Naaede de Færgen? blev filmatiseret af Carl Th. Dreyer til kortfilmen De nåede færgen.
Filmen var et bestillingsarbejde fra Raadet for Større Færdselssikkerhed.

## Udgaver
- Johannes V. Jensen (1907), Myter og Jagter, Gyldendal, Wikidata  Q55971995

Første bogudgivelse med samling af myter.
- Johannes V. Jensen (1908), Nye Myter, København: Gyldendal, Wikidata  Q56189968
- Johannes V. Jensen (1910), Myter Ny Samling, København: Gyldendal, Wikidata  Q112118865
- Johannes V. Jensen (1928), Ved Livets Bred, København: Gyldendal, Wikidata  Q55841298

Med undertitlen "Myter, fjerde bind" og indeholder 21 tekster, herunder myten "Ved livets bred", "Naaede de færgen?" og Bakmandens Hund.
- Johannes V. Jensen (30. marts 1932), Pisangen, København: Gyldendal, Wikidata  Q105080260

Femte bind. Indeholder 15 tekster.
- Johannes V. Jensen (1. oktober 1932), Kornmarken, København: Gyldendal, Wikidata  Q28031497

Sjette bind. Indeholder 12 tekster herunder Kornmarken, Aaen og Landevejen, Pigen fra Hvorvarp og Barndommens Sig.
- Johannes V. Jensen (17. februar 1934), Sælernes Ø, København: Gyldendal, Wikidata  Q105080293

Syvende bind.
- Johannes V. Jensen (7. september 1940), Mariehønen, København: Gyldendal, Wikidata  Q105080308

Ottende bind.
- Johannes V. Jensen (16. september 1944), Møllen, København: Gyldendal, Wikidata  Q105080321

Niende bind. Indeholder 14 tekster.

### Postume udgaver
- Johannes V. Jensen (1957), Mytens Ring, København: Gyldendal, Wikidata  Q55848391  18 tekster betegnet "Myter og Beskrivelser" og udvalgt af Carl Bergstrøm-Nielsen. De var ikke tidligere udkommet i bogform.
- Johannes V. Jensen (1969),  Leif Nedergaard (red.), Myter og Digte i Udvalg, Gyldendal, Wikidata  Q23688801  Udvalg af Leif Nedergaard.
- Johannes V. Jensen (1999), Nordisk Foraar, Gyldendal, ISBN 87-00-37896-8, OCLC 61085364, OL 6878919M, Wikidata  Q100151601  Udvalgt af Niels Birger Wamberg